# Psyttalia agreutretoides
Psyttalia agreutretoides är en stekelart som först beskrevs av Fischer 1988.  Psyttalia agreutretoides ingår i släktet Psyttalia och familjen bracksteklar. Inga underarter finns listade i Catalogue of Life.